# Grand prix de littérature Henri-Gal
Le grand prix de littérature Henri-Gal, de la fondation du même nom, est un grand prix de l’Institut de France sur proposition de l’Académie française décerné depuis 2001.
« Les prix de l'Institut sur proposition de l'Académie française ne figurent pas au palmarès des prix littéraires, sauf pour le grand prix de littérature Henri Gal et le prix Hugot ».

## Liste des lauréats

### Années 2000
- 2001 : Simon Leys pour Protée et autres essais et l'ensemble de son œuvre
- 2002 : Gilles Lapouge pour l'ensemble de son œuvre
- 2003 : Guy Dupré pour Dis-moi qui tu hantes et l’ensemble de son œuvre
- 2004 : René Girard pour l'ensemble de son œuvre littéraire
- 2005 : Denis Tillinac pour l'ensemble de son œuvre
- 2006 : Olivier Germain-Thomas pour l'ensemble de son œuvre
- 2007 : Yasmina Reza pour l'ensemble de son œuvre
- 2008 : Christian Giudicelli pour Les Passants et l’ensemble de son œuvre
- 2009 : Claude Lanzmann pour Le Lièvre de Patagonie

### Années 2010
- 2010 : Emmanuel Carrère pour l'ensemble de son œuvre
- 2011 : Yasmina Khadra pour l'ensemble de son œuvre
- 2012 : Alain Mabanckou pour l'ensemble de son œuvre
- 2013 : Jérôme Garcin pour l'ensemble de son œuvre
- 2014 : Maylis de Kerangal pour l'ensemble de son œuvre
- 2015 : Bruno de Cessole pour l'ensemble de son œuvre
- 2016 : Michel del Castillo pour l'ensemble de son œuvre
- 2017 : Benoît Duteurtre pour l'ensemble de son œuvre
- 2018 : François-Olivier Rousseau pour l'ensemble de son œuvre
- 2019 : Michel Le Bris pour l’amour des livres et l'ensemble de son œuvre

### Années 2020
- 2020 : Élisabeth Barillé pour l'ensemble de son œuvre
- 2021 : Claude Arnaud pour l'ensemble de son œuvre
- 2022 : Jean-Loup Trassard pour l'ensemble de son œuvre
- 2023 : Jean-Christophe Buisson pour l'ensemble de son œuvre
- 2024 : Cécile Wajsbrot pour l'ensemble de son œuvre